# Hardline (banda)
Hardline es una banda estadounidense de hard rock formada por los hermanos Gioeli (Johnny Gioeli y Joey Gioeli) a finales de los 80 y principios de los 90.

## Historia

### Antecedentes: El origen de Brunette
Los hermanos Johnny y Joey Gioeli comenzaron a tocar en los años 80, cuando formaron la banda Phaze, en Lancaster, Pensilvania, la banda posteriormente sufrió varios cambios, y en 1983 la banda cambió su nombre a Killehit, donde Johnny comenzó a tocar la batería y compartió el título de vocalista con su hermano Joey, quien era la segunda guitarra. La formación fue de dicha banda fue completada por Christopher Paul en la guitarra y Jay Scott King en el bajo
La banda comenzó a ganar reconocimiento en la costa este de Estados Unidos, y se convirtió en una de las principales agrupaciones underground de Pensilvania. Fue entonces cuando Doug Aldrich se unió a la banda como miembro temporal durante una visita de la agrupación a Texas, puesto a que Paul no pudo asistir a dichas actuaciones.
En el verano de 1987, Killerhit comenzó a buscar oportunidades para que fueran reconocidos fuera de la zona donde ya habían ganado cierto éxito. Fue entonces cuando Bret Michaels, integrante de Poison y amigo de la banda facilitó que la banda pudiera trasladarse a Hollywood, Los Ángeles.
Michaels les dio el número del publicista Debra Rosner, quien de inmediato se convirtió en el representante de la banda. Fue el mismo Debra quién sugirió que el grupo cambiara su nombre a Brunette.
Johnny era un talentoso baterista, pero su interés principal era cantar, por lo cual decidió dejar la batería para dedicarse totalmente a ser el vocalista principal, con este cambio, la banda se vio en la necesidad de buscar a un nuevo baterista.
Después de varios meses de búsqueda, el grupo no había sido capaz de encontrar un baterista que pudiera satisfacer sus necesidades. Fue entonces cuando, en una de las audiciones se presentó Thomas Darek Cava, posteriormente, la banda contactó al, en ese entonces, vocalista de Vinnie Vincent Invasion, Mark Slaughter para que diera referencias sobre Darek, al instante, Mark recomendó a la banda que lo reclutaran.
Después de la inclusión de Thomas, la banda grabó su primer demo de 5 canciones, el cual fue producido por Dana Strum (Ex Vinnie Vincent Invasion). Brunette fue ganando popularidad en varias zonas de Los Ángeles, y en el verano de 1988, el grupo rentó una avioneta qué sobrevoló el L.A. Coliseum, donde esa noche se presentaba ante 90,000 personas Van Halen. Dicha avioneta tenía un letrero luminoso que decía ""Brunette Rocks" y "Brunette attacks in August", esta hazaña, además de hacer que la banda ganara más popularidad, también hizo que Roman Coppola, hijo del famoso director Francis Ford Coppola y el presidente de "Commercial Pictures" se acercaran a Brunette para que grabaran la película "Crash Smash and Burn", donde actuaban en el papel de la banda ficticia "Smash Real".
La banda sonora de esta película fue compuesta con ayuda de Dana Strum, quien produjo y compuso varias canciones. También contaron con la ayuda del exbaterista de Vinnie VIncent Invasion: Booby Rock, Mark Slaughter también participó en la grabación de algunos coros.
La película debió estrenarse en el verano de 1989, pero debido a varios problemas, dicha película nunca salió a la luz.
A pesar de todo esto, la banda no pudieron conseguir ningún contrato para grabar algún álbum, por lo cual decidieron disolver la banda en 1991.

### La formación de Hardline yDouble Eclipse
Después de la desintegración de la banda, los hermanos Gioeli continuaron tocando y componiendo canciones para su nuevo proyecto, el cual simplemente fue llamado "Brothers". Durante este tiempo Neal Schon, famoso guitarrista de Journey y Bad English, tuvo un romance con la hermana de los hermanos Gioeli.
Una mañana, Schon estaba en casa de la familia y escuchó un ruido que venía desde la sala. Se asomó a la habitación y se topó con Johnny y Joey, quienes estaban preparándose para su nuevo proyecto. Esa mañana, los dos estaban componiendo la canción "Face The Night" (canción que aparecería 11 años después en Hardline II). Neal Schon, quedó impresionado por la música de los dos hermanos y se ofreció en convertirse en su productor, oferta que aceptaron los hermanos. Schon quedó tan entusiasmado con dicho proyecto, que externó su deseo de ser parte de este. En un principio, Johnny y Joey no aceptaron que Neal se involucrara más allá de sus labores como productor, pues tenían otra visión de la banda. Pero no pasó mucho tiempo para que los dos cambiaran de parecer y darle la bienvenida al grupo como guitarrista principal.
El proyecto, nacido en 1992, pasó a denominarse Hardline.
El origen del nombre de "Hardline" se debe a un artículo de un periódico que los miembros de la banda vieron mientras buscaban un nombre para la agrupación. Según palabras de Johnny Gioeli:

Tardamos mucho tiempo en decidir el nombre... Fue entonces cuando vimos en el periódico un encabezado que decía algo como que nuestro Presidente era un "Hardline-ed " o algo así... y pensamos, 'Genial... Nos gusta el nombre." Al lado de ese artículo había una foto de un eclipse doble... Parecía que todo se había juntado para nosotros.... O si no, creo que bebimos demasiado... "
Johnny Gioeli

Para completar la formación, Schon llamó a Deen Castronovo, quien fuera compañero suyo en Bad English para unirse como baterista, también llamó a Todd Jensen como bajista, quien había sido antes miembro de Oregon Sequel.
Finalmente en 1992, Hardline publicó su álbum debut Double Eclipse (MCA Records) que les llevó a dar una gira de conciertos junto a Van Halen y Mr. Big.
El álbum tuvo tres sencillos, "In the Hands of Time", "Hot Cherie" y "Takin' Me Down", este último, escrito por los hermanos Joey y Johnny Gioeli junto a Neal Schon fue el primer corte del álbum.
El segundo sencillo del álbum fue "Hot Cherie", un cover que originalmente compuso Danny Spanos en el año 1983 escrito por los miembros de la banda Streetheart, se posicionó en el lugar 25.° del "Mainstream Rock Tracks", permaneciendo en ese lugar durante todo el otoño del año de 1992, alcanzando las 14 semanas en las listas de popularidad.
El álbum corrió con algo de suerte, ya que se coló en el Hot 100 y entró en el Billboard's Mainstream Rock Tracks por unas semanas, permaneciendo en el lugar 37.° en el mes de junio, sin embargo, la música grunge y el hip hop evitaron que el álbum tuviera el éxito pensado, ya que esta música opacaba a los demás géneros por su gran difusión en el radio.

### Disolución de la banda
Tras el término de la gira promocional de Double Eclipse, Neal, Todd, y Deen, se alejaron de Hardline para dedicar su tiempo a grabar algunas canciones de Jimi Hendrix, las cuales serían lanzadas en un EP en vivo llamado The Hendrix Set, acompañados de Paul Rodgers, exintegrante de Free.
Los hermanos Gioeli pidieron a los demás integrantes de la banda que regresaran lo más rápido posible de su gira para volver al estudio a grabar el nuevo álbum, el cual sería llamado Hyperspace, sin embargo, Neal Schon hizo caso omiso a las suplicas de estos.
Finalmente, Neal, Todd, y Deen concluyeron su gira con Paul Rodgers y volvieron con Hardline, donde se encontraron con el nuevo representante de A&R de MCA Records, llamado Overman Ron que había sustituido a Paul Atkinson, quien fue representante durante la grabación de Double Eclipse.
Las nuevas políticas de MCA Records y Overman Ron fueron muy impacientes con Neal Schon y sus exigencias, escenario que terminó en la destitución de Neal Schon como productor en el próximo álbum de la banda, lo cual enfureció a Neal de tal forma que decidió abandonar la agrupación, y como consecuencia, la banda perdió el contrato con la discográfica.
Después de la separación de la banda, Deen Castronovo se unió a Neal para re-formar Journey, Todd Jensen por su parte, formó el grupo Zuzo Blue, mientras que Johnny y Joey se pusieron en contacto con otros músicos con la esperanza de que les ayudaran a grabar el siguiente álbum, cuyas canciones ya tenían las letras escritas. La gran mayoría de estas canciones no verían la luz si no hasta Hardline II, sin embargo, este intento no tuvo éxito.
Finalmente, los hermanos Gioeli decidieron retirarse del negocio de la música temporalmente, sin embargo, no se retiraron del todo, pues en 1994, Johnny hizo una aparición esporádica en el disco Alter Ego de Doug Aldrich, interpretando la canción "Face Down", además, ambos hermanos formaron una banda de punk-metal llamada "Jaz", aunque a diferencia de su proyecto con Hardline, esta banda solamente era "más para pasar el rato".
Fue en 1998, cuando Johnny regresó formalmente al negocio de la música como cantante de la banda del guitarrista alemán Axel Rudi Pell con el álbum Oceans of Time.

### El regreso de Hardline y II
Años más tarde, Johnny y su hermano Joey recibieron una llamada de la disquera italiana Frontiers Records, donde los invitaban a re-formar Hardline, los hermanos Gioeli consideraron la oferta, y finalmente, aceptaron la propuesta.
Para esto, Neal Schon fue invitado al reencuentro, en primera instancia para grabar los solos de las canciones "Face the Night", "Do or Die" y "Your Eyes", sin embargo Neal declinó la invitación por diversos motivos, sin embargo, el álbum finalmente incluyó "This Gift", canción que era perteneciente a un demo del que sería el segundo álbum con la agrupación original, donde Neal Schon hace la labor de guitarrista. Cabe destacar que este fue el último acercamiento de Neal con los hermanos Gioeli, con una separación entre ambos lados que no terminó del todo bien.
Tras la negación de Neal, los hermanos contactaron a Josh Ramos (The Storm, Two Fires) para que supliera el lugar que dejaba Neal Schon, al cual también se le unieron Bobby Rock (Nelson, Vinnie Vincent's Invasion), que anteriormente había tocado con los hermanos Gioeli en Brunette para suplir a Deen Castronovo en la batería, quien tampoco pudo acompañar a los hermanos Gioeli en la nueva etapa de Hardline por sus compromisos con Journey y finalmente, entra a la formación el bajista Chris Maloney y se incluye al teclista Michael T. Ross (Accomplice).
El resultado fue Hardline “II”, lanzado en 2002, que se alejaba del sonido clásico de la banda para apegarse a un sonido más hard rock al estilo Van Halen mezclando sonidos nuevos.
La banda se presentó en el festival Live At The Gods del 2002 en Bradford, Inglaterra, del cual se desprendió el álbum en vivo Live at the Gods Festival 2002, este mismo incluía dos canciones inéditas que no fueron incluidas en Hardline II, las cuales son "Hypnotyzed" y "Mercy".

### Hardline III o Leaving The End Open
En 2004, la banda volvió a los estudios para trabajar en lo que sería el tercer álbum de estudio, Johnny Gioeli llamó tentativamente al álbum Hardline III y anunció que sería lanzado alrededor de 2006.
Mientras la banda continuaba paulatinamente con el trabajo del álbum, ahora llamado Just Add Watter,  el webmaster de la página oficial de Hardline sugirió a Johnny que el nuevo disco se vendiera con una "edición de lujo", donde se incluyera un segundo disco adicional.
. Las ideas sobre el segundo disco fueron varias, e iban desde material inédito de la agrupación original, hasta grabaciones de la banda en algunos conciertos que pudieron haberse dado entre la grabación del nuevo álbum.
Lo cierto es que se grabaron varias canciones extra para el segundo álbum, entre ellas se enlistaban: "My Heart", "Falling Rain", "Save Me" y "Hold On" entre otras que nunca verían la luz. Esta idea fue descartada debido a los constantes atrasos al lanzamiento del álbum.
Finalmente, con la inclusión de Jamie Brown al bajo, Atma Anur a la batería, y la separación de la banda de Joey Gioeli por cuestiones de trabajo, en 2009 Hardline por fin lanzó el tan esperado álbum, ahora titulado Leaving the End Open

### Danger Zone

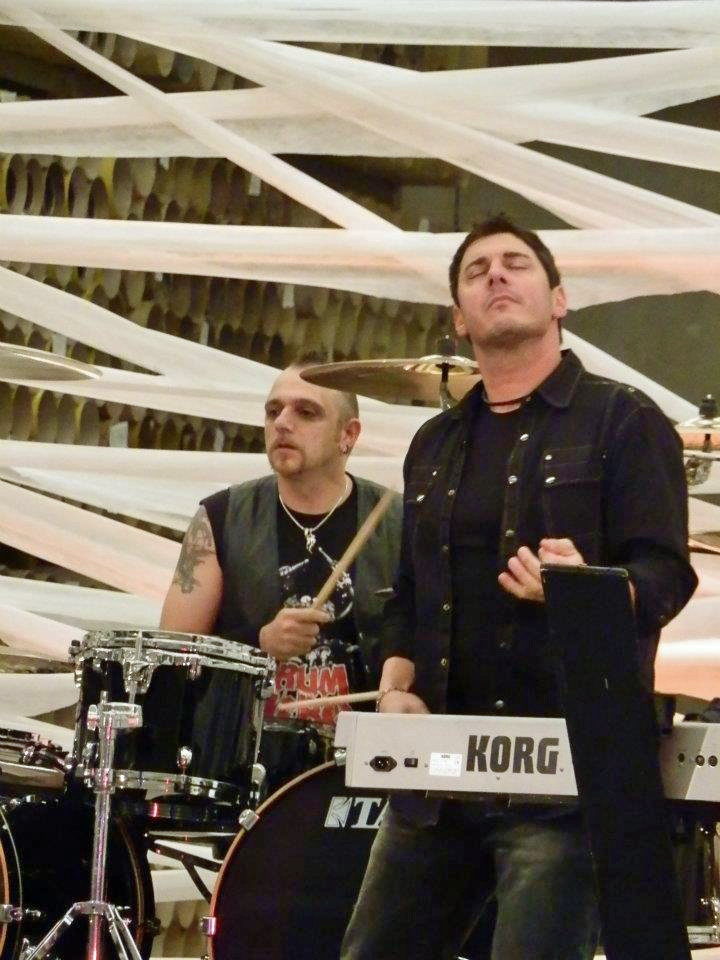
Johnny Gioeli y Francesco Jovino

En noviembre del 2011, la página de fanes de Johnny Gioeli en Facebook anunció que este último se encontraba trabajando en un nuevo proyecto con Frontiers Records, días después, se anunció en la página de la discográfica el nuevo álbum de Hardline, titulado tentativamente como Hardline IV, donde se hablaba de una nueva formación, destacando el nombre de Alessandro Delvecchio en los teclados, supliendo a  Michael T. Ross.

En enero del 2012, la página del club de fanes de Johnny Gioeli en América Latina habló con Josh Ramos sobre el nuevo álbum de Hardline, donde reveló que Johnny Gioeli nunca le mencionó a él ni a Michael T. Ross nada sobre un nuevo álbum de Hardline, descartando su aparición en el disco.
El 24 de marzo de 2012, finalmente se reveló el título del álbum Danger Zone junto a su lista de canciones y su fecha de lanzamiento, previsto para el 18 de mayo, y días después, la página oficial de Hardline mostró la nueva formación de la banda, junto con fragmentos descargables de 4 canciones del nuevo álbum.
El 15 de abril comenzaron la grabación del video promocional de "Fever Dreams", primer pista del nuevo álbum, lo cual significó el primer video de la banda después de 20 años, dicho video fue lanzado el mismo día que el nuevo álbum.
Días más tarde, mediante el "EPK" del álbum lanzado por la discográfica Frontiers Records, Johnny Gioeli declaró que la banda ya se encontraba trabajando en el quinto álbum de estudio.

## Miembros
La formación de Hardline ha cambiado mucho desde el lanzamiento de su álbum debut Double Eclipse, y de hecho, para su último disco de estudio Danger Zone, es Johnny Gioeli el único miembro de la formación original que se mantiene hasta la fecha.
Miembros actuales
- Johnny Gioeli (Voz, 1991–presente
- Alessandro Delvecchio (Teclado y coros, 2011–presente)
- Josh Ramos (Guitarra, 2002–2009, 2012–presente)
- Anna Portalupi (Bajo, 2011–presente)
- Francesco Jovino (Batería, 2011–2012, 2014–present)

Miembros de apoyo en vivo
- Bob Burch - bajo (2002)
- Gudi Laos - Coros (2002)
- Katja Kutz  - Coros (2002)
- Mike Terrana - batería (2013)

Miembros anteriores
- Joey Gioeli - guitarra
- Neal Schon - guitarra
- Deen Castronovo - batería
- Todd Jensen - bajo
- Josh Ramos - guitarra
- Michael T. Ross - teclado
- Christopher Maloney - bajo
- Bobby Rock - batería
- Jamie Brown - bajo
- Atma Anur - batería
- Thorsten Koehne Guitarra

## Discografía
- Double Eclipse (1992)
- II (2002)
- Live at the Gods Festival 2002 (2003)
- Leaving the End Open (2009)
- Danger Zone (2012)
- Human Nature (2017)
- Life (2019)
- Heart, mind and soul (2021)